# Gustaf Bolinder
Gustaf Wilhelm Bolinder, född 19 december 1888 i Göteborg, död 16 juli 1957 i Stockholm, var en svensk professor, författare och forskningsresande. 

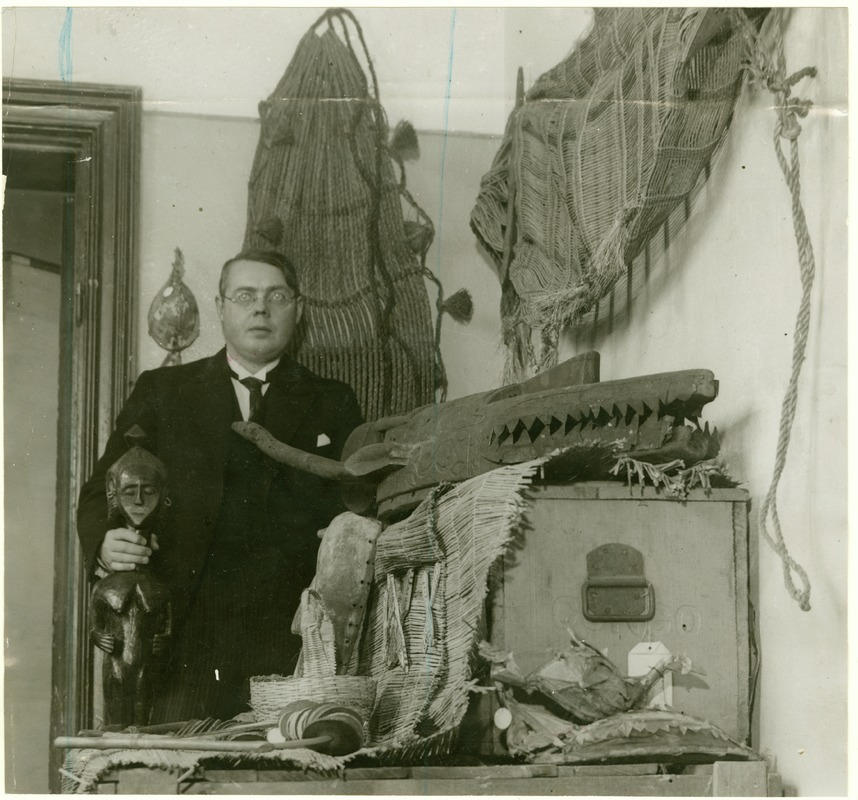
Gustaf Bolinder med Västafrikanska föremål under förberedelse för en utställning i Stockholm 1931

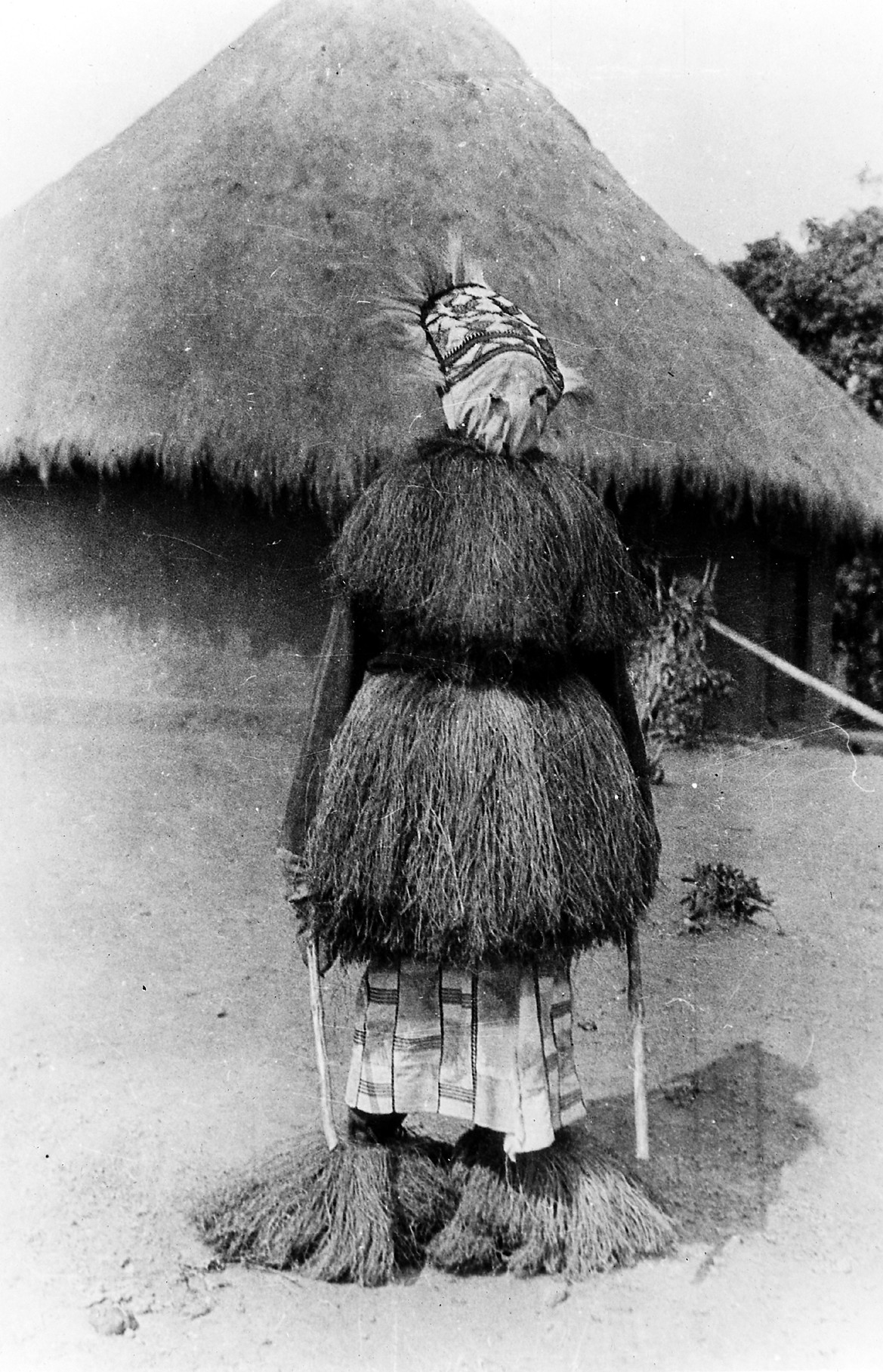
Gustav Bolinder: En maskerad Poro-dansare. Inget datum, 1930–1931?

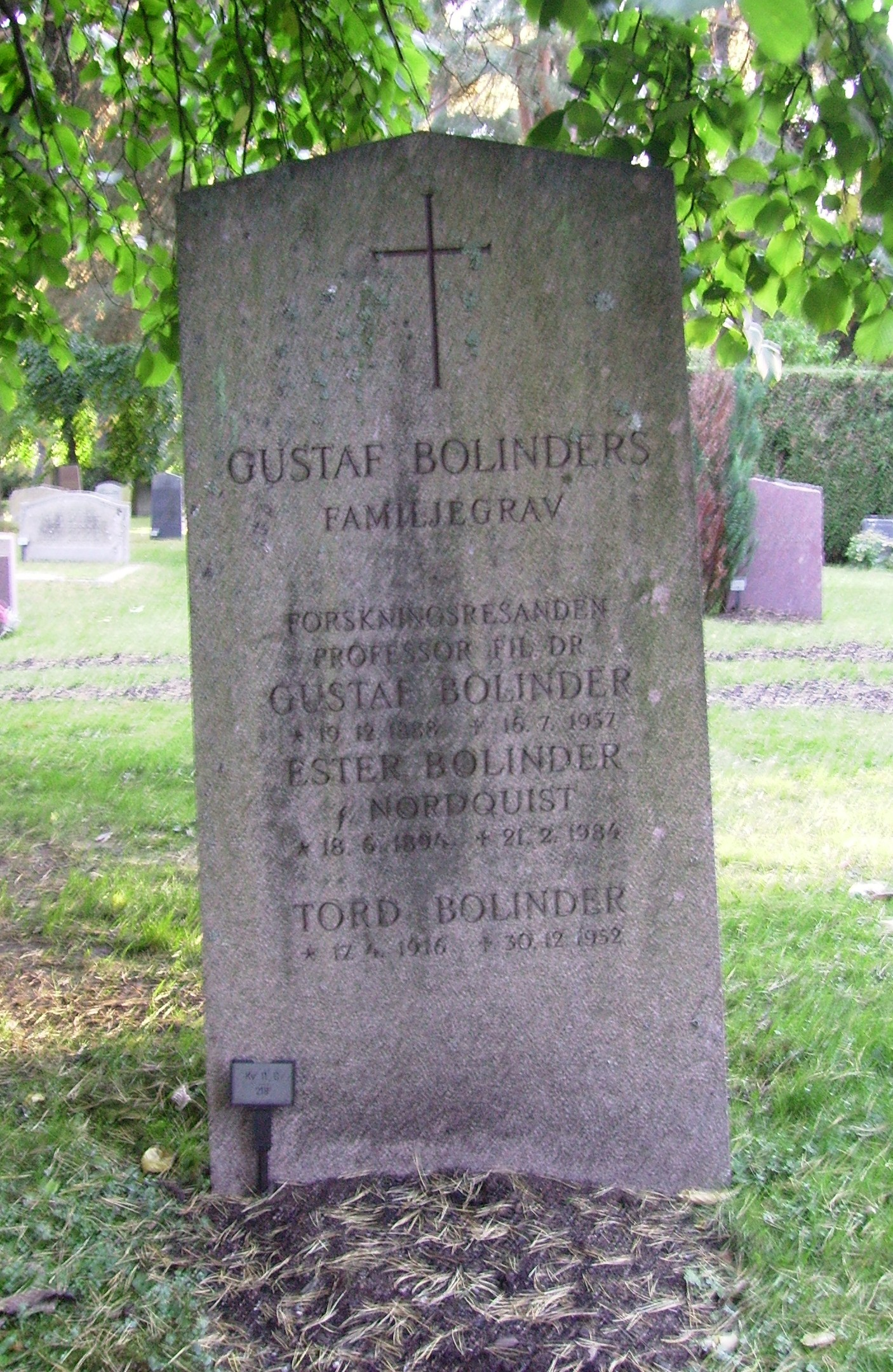
Gustaf Bolinders gravvård på Norra begravningsplatsen i Solna kommun, 2010.

## Biografi
Han var son till bokförläggaren Hans Ludvig Bolinder och Lydia, född Strandberg, samt dotterson till ledamoten av Svenska Akademien Carl Gustaf Strandberg och systerson till författaren Hilma Angered-Strandberg.
Bolinder blev filosofie doktor vid Göteborgs högskola 1919 och professor vid universitetet i Bogotá, Colombia, 1935–1936. Tillsammans med sin hustru Ester Bolinder gjorde han flera omfattande forskningsresor bland Sydamerikas indianstammar. Bland dessa gällde den första 1914–1916 norra Colombia, särskilt Sierra Nevada de Santa Marta och den andra 1920–21 Guajirahalvön och intilliggande delar av Venezuela. Han reste vidare i Västafrika 1930–1931 och åter i Sydamerika 1935–1936, 1936–1937 samt 1942. De under hans resor insamlade föremålen skänktes till Göteborgs etnografiska museum och ingår idag i samlingarna på Statens museer för världskultur.
Bolinders viktigaste skrifter är Det tropiska snöfjällets indianier (1916), Ijca-indanernas kultur (1918), Indianer och tre vita (1921), Die Indianer der tropischen Schneegebirge (1925), Mot det hägrande Eldorado (1928), samt Underliga folk i Europas mitt (1928).
Bolinder skrev även ett stort antal äventyrsböcker för ungdom och var medarbetare under signaturen G. B-r i Svensk uppslagsbok. Han var också en uppskattad föreläsare.
Han ligger begravd på Norra begravningsplatsen i Stockholm.

### Skönlittertur

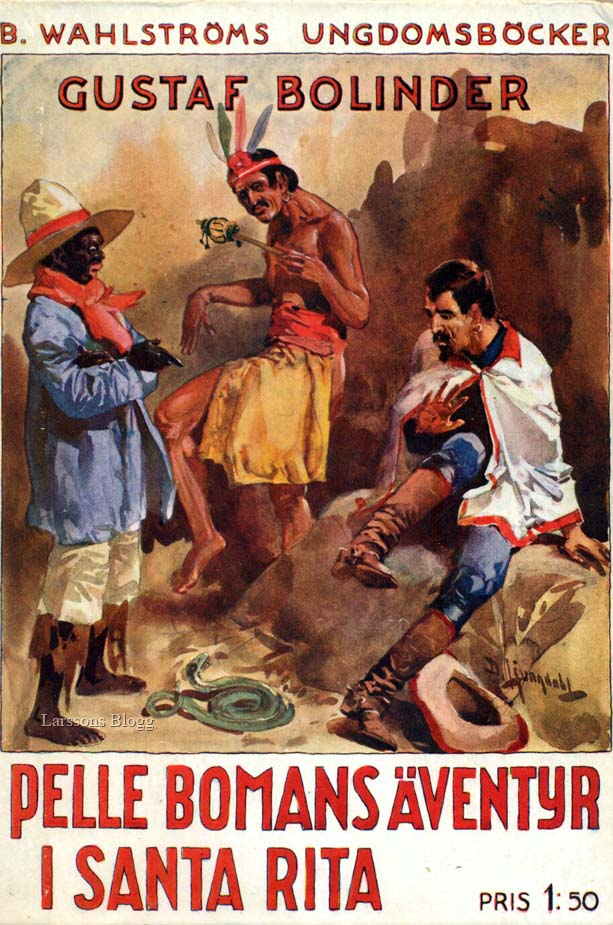
Omslag till Pelle Bomans äventyr i Santa Rita utfört av David Ljungdahl 1936.

- På äventyrliga stigar : berättelse för ungdom. B. Wahlström ungdomsböcker ; 80. Stockholm: B. Wahlström. 1925. Libris 1483679
- Bland kabyler och rövare : en svensk pojkes äventyr i Marocko. De ungas bibliotek ; [7]. Stockholm: Wahlström & Widstrand. 1926. Libris 1336691
- Den gyllene staden : berättelse för ungdom. B. Wahlströms ungdomsböcker, 99-0117885-1 ; 85. Stockholm. 1926. Libris 1336928
- Tappra kamrater : berättelse för ungdom. B. Wahlströms ungdomsböcker, 99-0117885-1 ; 101. Stockholm. 1927. Libris 1336943
- Den vite indianhövdingen : en äventyrshistoria från Sydamerika. B. Wahlströms ungdomsböcker, 99-0117885-1 ; 116. Stockholm: B. Wahlström. 1928. Libris 1336956
- Bergsindianernas skattkammare : berättelse för ungdom. B. Wahlströms ungdomsböcker, 99-0117885-1 ; 127. Stockholm. 1929. Libris 1336965
- Guldflodens väktare : berättelse för pojkar. B. Wahlströms ungdomsböcker, 99-0117885-1 ; 142. Stockholm: B. Wahlström. 1930. Libris 1336979
- Slavjägarnas hövding : berättelse för pojkar. B. Wahlströms ungdomsböcker, 99-0117885-1 ; 156. Stockholm. 1931. Libris 1364968
- I leopardfolkets våld : berättelse för pojkar. B. Wahlströms ungdomsböcker ; 173. Stockholm. 1932. Libris 1364983
- Bland negrer i urskogen : Kalles äventyr i de svartas land. Stockholm: Wahlström & Widstrand. 1933. Libris 1352152
- Gröna flodens hemlighet : berättelse för pojkar. B. Wahlströms ungdomsböcker, 99-0117885-1 ; 189. Stockholm. 1933. Libris 1364999
- Indianguldet : berättelse för pojkar. B. Wahlströms ungdomsböcker, 99-0117885-1 ; 189. Stockholm. 1934. Libris 1365014
- Mono : en apas äventyr i Sydamerikas urskogar  : Berättelse för ungdom. Stockholm: B. Wahlström. 1934. Libris 1352153
- I guldbaggens spår : berättelse för pojkar. B. Wahlströms ungdomsböcker, 99-0117885-1 ; 218. Stockholm. 1935. Libris 1365028
- Pelle Bomans äventyr i Santa Rita : berättelse för pojkar. B. Wahlströms ungdomsböcker, 99-0117885-1 ; 232. Stockholm. 1936. Libris 1380958
- Bland indianrövare och krokodiler : Kalles äventyr i Sydamerika. Stockholm: Wahlström & Widstrand. 1937. Libris 1361953
- Den försvunna sjön : berättelse för pojkar. B. Wahlströms ungdomsböcker, 99-0117885-1 ; 247. Stockholm. 1937. Libris 1380973
- Vulkanöns hemlighet : berättelse för pojkar. B. Wahlströms ungdomsböcker, 99-0117885-1 ; 281. Stockholm. 1939. Libris 1381007
- I dvärgindianernas spår : berättelse för pojkar. B. Wahlströms ungdomsböcker, 99-0117885-1 ; 301. Stockholm. 1940. Libris 1381027
- Onca : berättelse för ungdom om jaguaren och andra sydamerikanska djur. Djurböcker för ungdom, 99-1278105-8 ; 24. Stockholm: B. Wahlström. 1940. Libris 1361959
- Dödsstigens väktare : berättelse för pojkar. Ungdomsböcker, B. Wahlströms. 327. 1941. Stockholm. 1941. Libris 2571317
- Ganga : berättelse för ungdom om den afrikanska dvärgelefanten. Med åtta kamerabilder. Djurböcker för ungdom. 26. Stockholm: Wahlström. 1941. Libris 2571320
- Djungeläventyr och andra upplevelser i Sydamerika. Stockholm: Lindqvist. 1942. Libris 1393476
- Dama, gazellen : berättelse för ungdom om Afrikas ökendjur. Med åtta kamerabilder. Djurböcker för ungdom. 32. Stockholm. 1943. Libris 2571316
- Nybyggarna vid floden. B. Wahlström ungdomsböcker ; 346. Stockholm. 1942. Libris 1955258
- Pablos äventyr : äventyrsberättelse. Stockholm: Folket i bild. 1942. Libris 1393483
- Urskogens hemligheter : Två pojkars äventyr. Ungdomsbiblioteket ; 9. Stockholm: Lindqvist. 1942. Libris 1421076
- Lasse Sjöman : berättelse för pojkar. Wahlströms ungdomsböcker. 370. Stockholm: B. Wahlström. 1943. Libris 2571326
- Äventyr på Karibiska kusten. Ungdomsbiblioteket ; 13. Stockholm: Lindqvist. 1943. Libris 1421080
- Indianpojken och hans vita vän. Stockholm: Lindqvist. 1944. Libris 1393479
- Solgudens offer : berättelse för pojkar. B. Wahlströms ungdomsböcker, 99-0117885-1 ; 409. Stockholm: B. Wahlström. 1944. Libris 1421720
- Unu : berättelse för ungdom om den sydamerikanska hjorten. Djurböcker för ungdom, 99-1278105-8 ; 35. Stockholm: B. Wahlström. 1944. Libris 1588556
- Ökenindianernas bakhåll : berättelse för pojkar. B. Wahlströms ungdomsböcker ; 433. Stockholm. 1945. Libris 2571333
- Huaco : berättelse för ungdom om lamadjuret. Djurböcker för ungdom, 99-1278105-8 ; 43. Stockholm: B. Wahlström. 1946. Libris 1395320
- Pirater i kölvattnet : berättelse för pojkar. B. Wahlströms ungdomsböcker ; 475. Stockholm: B. Wahlström. 1946. Libris 1421772
- Puman, silverlejonet : berättelse för ungdom om puman och andra djur. Djurböcker för ungdom, 99-1278105-8 ; 30. Stockholm: B. Wahlström. 1946. Libris 1395307
- Piratnästet : berättelse för pojkar. B. Wahlströms ungdomsböcker ; 500. Stockholm: B. Wahlström. 1947. Libris 1421796
- Sappi : berättelse för ungdom om en markatta. Djurböcker för ungdom, 99-1278105-8 ; 49. Stockholm: B. Wahlström. 1947. Libris 1395326
- Inkaindianernas fångar : berättelse för pojkar. B. Wahlströms ungdomsböcker, 99-0117885-1 ; 536. Stockholm: B. Wahlström. 1948. Libris 2571323
- Bakhållet i urskogen : berättelse för pojkar. B. Wahlströms ungdomsböcker, 99-0117885-1 ; 575. Stockholm: B. Wahlströms. 1949. Libris 2571314
- Bull : berättelse för ungdom om den amerikanska buffeln. Djurböcker för ungdom, 99-1278105-8 ; 57. Stockholm: B. Wahlström. 1949. Libris 1395334
- Den slutna plantagen : berättelse för pojkar. B.Wahlströms ungdomsböcker. 605. 1950. Stockholm. 1950. Libris 2571331
- Den stulna plantagen : berättelse för pojkar. B. Wahlströms ungdomsböcker, 99-0117885-1 ; 605. Stockholm: B. Wahlström. 1950. Libris 1421888
- Den förgiftade pilen : berättelse för pojkar. B. Wahlströms ungdomsböcker, 99-0117885-1 ; 664. Stockholm: B. Wahlström. 1951. Libris 2571319
- Oso : Andernas svarta björn  : berättelse för ungdom. Djurböcker för ungdom, 99-1278105-8 ; 62. Stockholm: B. Wahlström. 1951. Libris 1493472
- Vilse i djungeln. Stockholm: Harrier. 1951. Libris 1435223

### Varia
- Det tropiska snöfjällets indianer : från en tvåårig forskningsresa till Sierra Tairona och Sierra Motilon, Sydamerika  : med talrika bilder. Stockholm: Bonnier. 1916. Libris 1650033
- Ijca-indianernas kultur : bidrag till kännedomen om en chibcha-stam. Göteborg: Ej i bokh. 1918. Libris 1650034
- Indianer och tre vita. Stockholm: Bonnier. 1921. Libris 1470660
- Naturfolkens kultur : Allmän etnografi. Natur och kultur, 99-0145096-9 ; 7. Stockholm: Natur och kultur. 1922. Libris 1475684
- Vilda seder i den nyare forskningens ljus : etnologiska kåserier. Stockholm: Bonnier. 1923. Libris 1470661
- En färd till morens land. Stockholm: B. Wahlström. 1925. Libris 1470658
- Hövdingar, rövare och medicinmän : äventyr och resor bland sydamerikanska indianer, berättade för ungdom. Stockholm: Bonnier. 1925. Libris 1470659
- Indianerna och deras liv : skildringar för ungdom. Sthlm: Åhlén & Åkerlund. 1927. Libris 1317694
- Naturfolkens konst. Natur och kultur, 99-0145096-9 ; 72. Stockholm: Natur och kultur. 1927. Libris 1340719
- Mot det hägrande Eldorado : bragder och äventyr från Sydamerikas upptäcktstid ([1. uppl.]). Stockholm: Åhlén & Åkerlund. 1928. Libris 1461371
- Underliga folk i Europas mitt : skildringar från färder till Karpaternas herdestammar. Färder och äventyr. Stockholm: Hökerberg. 1928. Libris 1317695
- Svarta folk i Västafrika. Stockholm: Bonnier. 1931. Libris 1352154
- Reseskildringar. Pennan, 99-1764466-0 ; 2. Stockholm: tr. a.-b. Thule. 1935. Libris 1366289
- Bland morer och spanjorer : reseintryck från Marocko o. Spanien 1924-1934. Ungdomens bibliotek, 99-0447297-1 ; 29. Stockholm. 1936. Libris 1380740
- Med indianer på tropiska floder : färder och forskningar i Colombia och Venezuela. Stockholm: Wahlström & Widstrand. 1936. Libris 1361957
- Hos Karpaternas folk : bland herdar och rövarättlingar i bergen. Stockholm: G. Saietz. 1937. Libris 1361955
- Över Anderna till Manastara : på indianstigar genom outforskat land. Stockholm: Bonnier. 1937. Libris 1361962
- Genom luften till Afrika. Stockholm: Norstedt. 1939. Libris 1361954
- Med indianer i okända berg : skildring för ungdom från Sydamerikas vildmarker. Dåd och äventyr. Stockholm: Bonnier. 1939. Libris 1361956
- Det svarta elfenbenets kust. Stockholm: Lindqvist. 1940. Libris 1361960
- Tropiska vildmarksfärder och andra resor i Sydamerika. Stockholm: Bonnier. 1940. Libris 1361961
- I solnedgångens land : genom krigets Europa till Marocko. Stockholm: Bonnier. 1941. Libris 1393478
- En man och hans mula. Stockholm: Lindqvist. 1941. Libris 1393480
- Resan utför urskogsfloden. Stockholm: Lindqvist. 1943. Libris 1393484
- Sydamerika i ett svep : en flygfärd runt kontinenten under det andra världskriget. Stockholm: Lindqvist. 1943. Libris 1393486
- Rumänska problem : Den transsylvanska och den bessarabiska frågan. Stockholm: Natur o. kultur. 1944. Libris 1393485
- Selva : berättelse för ungdom om djuren i Sydamerikas stora skogar. Stockholm: B. Wahlström. 1945. Libris 2571330
- Afrika av i dag. Stockholm: Lindqvist. 1947. Libris 760445
- Med vilda indianer på djungelfärd. Västerås: ICA-förlaget. 1947. Libris 1393482
- Afrikanskt : från Atlanten till Indiska oceanen. Stockholm: Geber. 1949. Libris 281872
- I djungelmystikens Afrika. Stockholm: Geber. 1950. Libris 1393477
- Vilda buschmän. Stockholm: Geber. 1952. Libris 1435222
- Kaktusstäppens ryttare : indianerna på Guajira. Stockholm: Almqvist & Wiksell/Geber. 1955. Libris 1435218
- På indianstigar mot det okända. FIB:s resor och äventyr, 99-1447717-8. Stockholm: Folket i bild. 1955. Libris 1435220
- Indiansommar. Stockholm: Almqvist & Wiksell/Geber. 1957. Libris 1544752

## Bildbank
- Wikimedia Commons har media som rör Gustaf Bolinder.